# تالار بولشوی
تالار نمایش بالشوی (به روسی: Большой театр) مهم‌ترین تالار مسکو و از افتخارات فرهنگ و هنر روسیه است. تالار بالشوی از مشهورترین تالارهای جهان برای هنرهای باله و اپرا می‌باشد. تالار بالشوی در سال ۱۷۷۶ میلادی، به دستور کاترین کبیر، در منطقه تورسکوی مسکو، بنیان گذاشته‌شد.
بولشوی به معنای بزرگ است. بزرگ هم از نظر بزرگی ساختمان و هم از این جهت که باله و اپرا ارج و مقام بیشتری نسبت به تئاترهای نمایشی داشت.
ساختمان کوچک‌تری در سمت راست تئاتر «بولشوی» قرار دارد به نام تئاتر «مالی» (Maly) که به معنای کوچک است و در آن تئاترهای نمایشی اجرا می‌شود.
سالن سه بار در سال‌های ۱۸۰۵، ۱۸۱۲ و ۱۸۵۳ آتش گرفت و به کلی در آتش سوخت، اما هربار عمارت بازسازی شد. در نهایت ساختمان کنونی در سال ۱۸۲۵ در مسکو بنا گردید. باله بالشوی از معتبرترین سازمان‌های ملی باله دنیاست که محل خلق تعدادی از بزرگترین آثار و رپرتوار باله کلاسیک و باله نئوکلاسیک است.
باله دریاچه قو اثر پیوتر ایلیچ چایکوفسکی، نخستین‌بار در سال ۱۸۷۷ در تالار بالشوی به روی صحنه رفت.

## تعمیر و بازسازی
ساختمان اصلی و تاریخی تئاتر بالشوی که به سده ۱۹ میلادی بازمی‌گردد، از سال ۲۰۰۵ در دست تعمیر و بازسازی گسترده‌ای قرار داشت و در نهایت در تاریخ ۲۸ اکتبر ۲۰۱۱، بازگشایی شد. در حال حاضر تالار بزرگ، گنجایش ۱۷۵۰ تماشاگر را دارد و صحنه اصلی از هفت سطح جداگانه و مجزا تشکیل شده‌است،

## نگارخانه

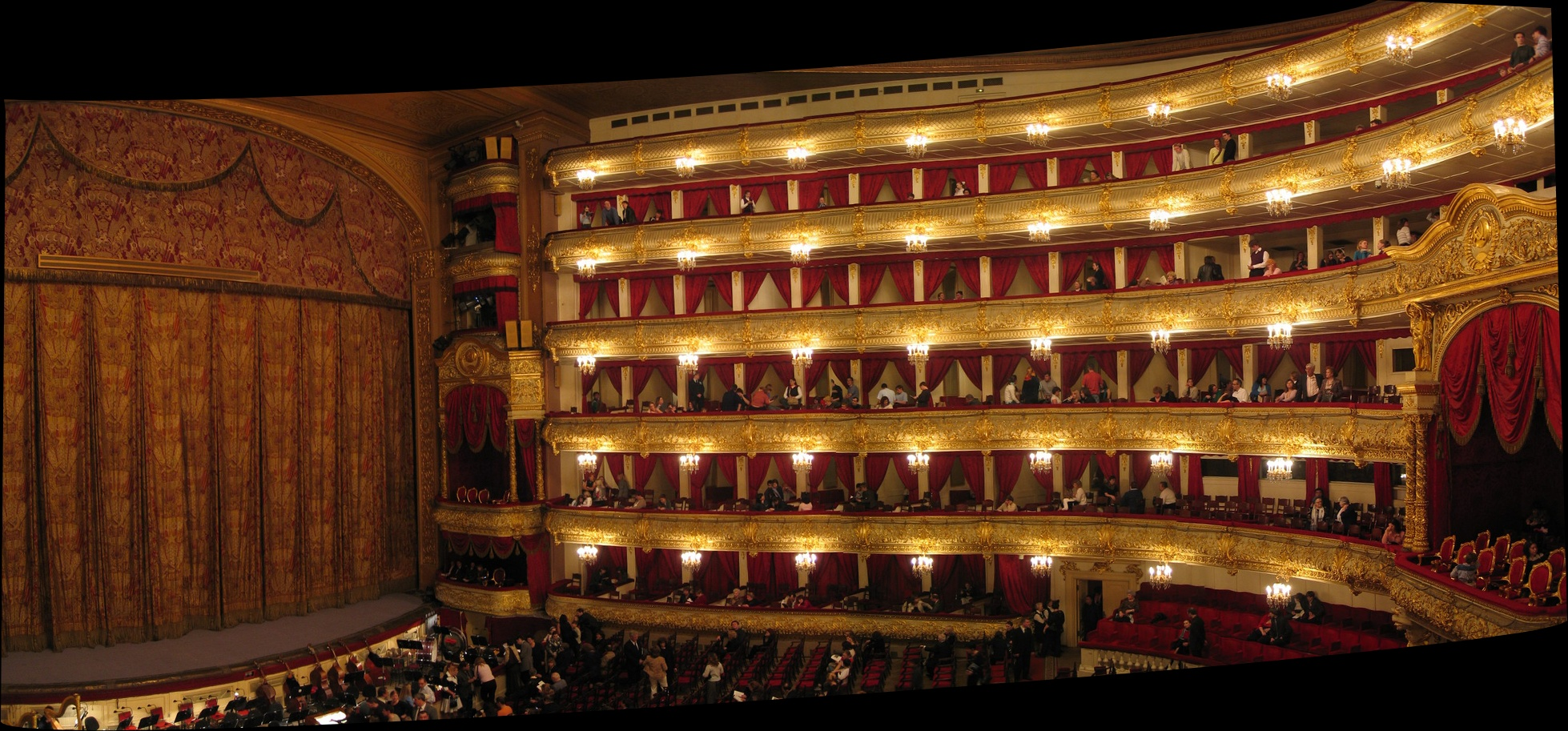
درون تالار بالشوی
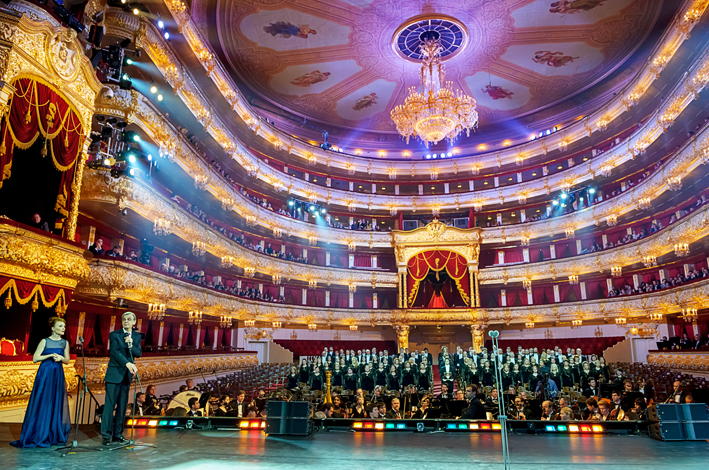
نمایی از درون تالار بالشوی
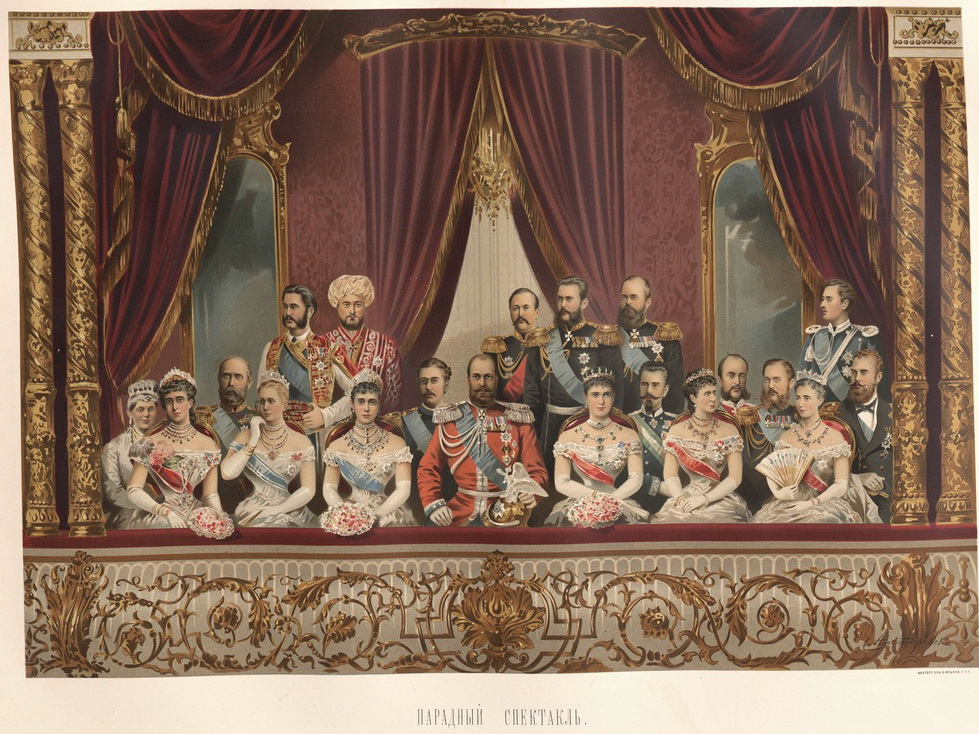
الکساندر سوم به همراه اعضای خانواده‌اش در جایگاه ویژه سلطنتی تالار